# 5G

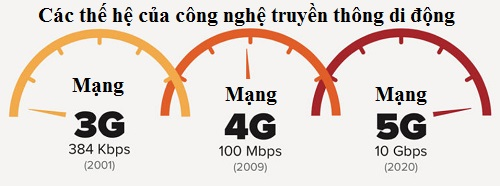
So sánh tốc độ của mạng 3G, 4G, 5G

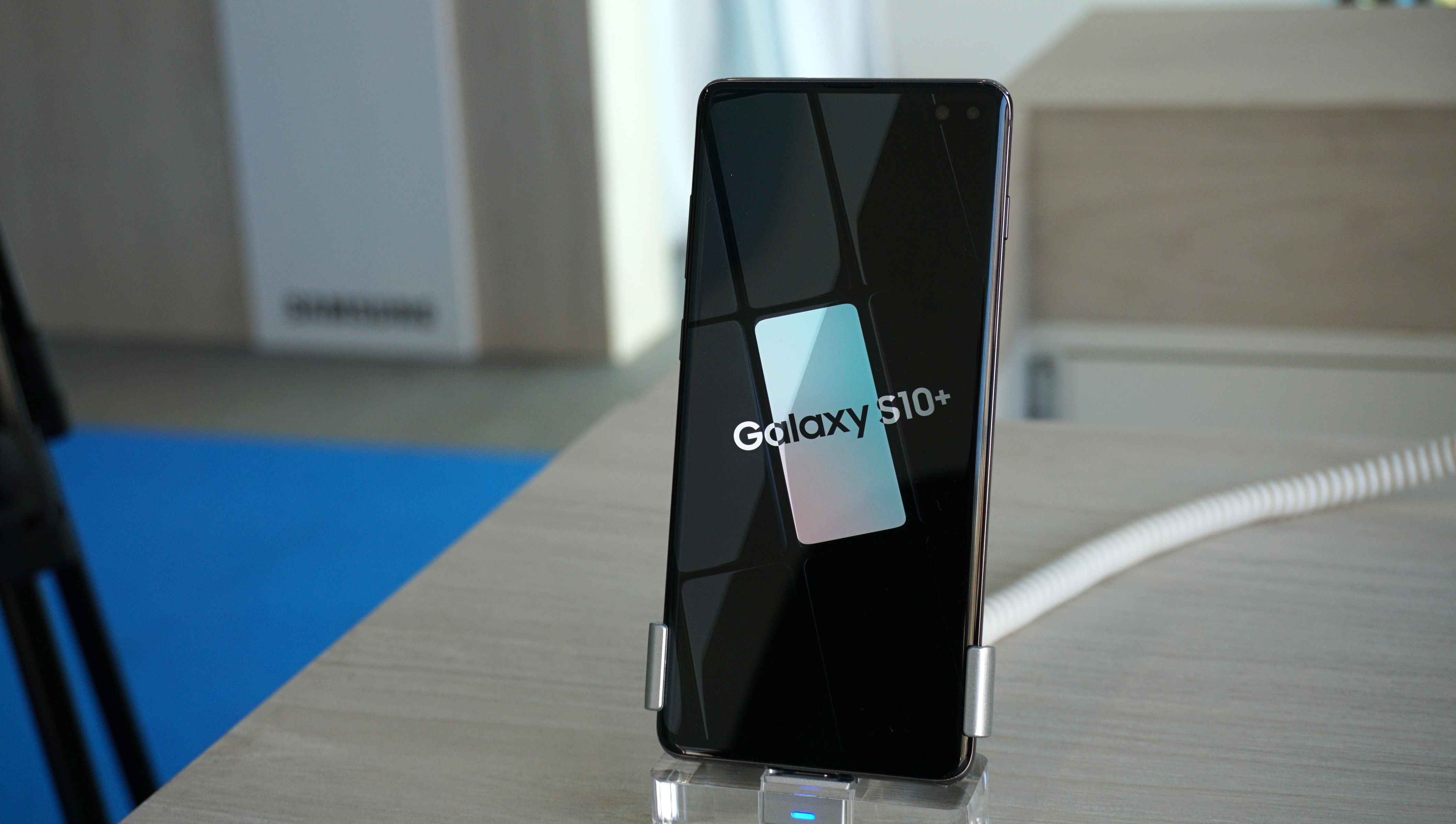
Samsung Galaxy S10, phiên bản SM-G977x có kết nối 5G

5G (Thế hệ mạng di động thứ 5 hoặc hệ thống không dây thứ 5) là thế hệ tiếp theo của công nghệ truyền thông di động sau thế hệ 4G, hoạt động ở các băng tần 28, 38, và 60 GHz. Theo các nhà phát minh, mạng 5G sẽ có tốc độ nhanh hơn khoảng 100 lần so với mạng 4G hiện nay, giúp mở ra nhiều khả năng mới và hấp dẫn. Lúc đó, xe tự lái có thể đưa ra những quyết định quan trọng tùy theo thời gian và hoàn cảnh. Tính năng chat video sẽ có hình ảnh mượt mà và trôi chảy hơn, làm cho chúng ta cảm thấy như đang ở trong cùng một mạng nội bộ. Các cơ quan chức năng trong thành phố có thể theo dõi tình trạng tắc nghẽn giao thông, mức độ ô nhiễm và nhu cầu tại các bãi đậu xe, do đó có thể gửi những thông tin này đến những chiếc xe thông minh của mọi người dân theo thời gian thực.
Mạng 5G được xem là chìa khóa để chúng ta đi vào thế giới Mạng lưới vạn vật kết nối Internet (IoT), trong đó các bộ cảm biến là những yếu tố quan trọng để trích xuất dữ liệu từ các đối tượng và từ môi trường. Hàng tỷ bộ cảm biến sẽ được tích hợp vào các thiết bị gia dụng, hệ thống an ninh, thiết bị theo dõi sức khỏe, khóa cửa, xe hơi và thiết bị đeo. Tuy nhiên, để cung cấp 5G, các nhà mạng sẽ cần phải tăng cường hạ tầng cơ sở mạng lưới (gọi là trạm gốc). Họ có thể bắt đầu bằng cách khai thác dải phổ hiện còn trống. Sóng tín hiệu với tần số đo MHz sẽ được nâng cao lên thành GHz hay thậm chí nhanh hơn. Tần số giao tiếp của điện thoại hiện nay ở dưới mức 3 GHz nhưng mạng 5G sẽ yêu cầu những băng tần cao hơn. Mạng 5G được tung ra vào năm 2020 để đáp ứng nhu cầu kinh doanh và người tiêu dùng.

## Bối cảnh của 5G
Kể từ khi hệ thống 1G được Nordic Mobile Telephone giới thiệu lần đầu tiên vào năm 1981, cứ khoảng 10 năm lại xuất hiện một thế hệ điện thoại di động mới. Các hệ thống 2G đầu tiên bắt đầu tung ra vào năm 1991, các hệ thống 3G đầu tiên xuất hiện lần đầu vào năm 2001 và hệ thống 4G hoàn toàn tuân thủ các tiêu chuẩn "IMT nâng cao" đã được chuẩn hóa vào năm 2012. Sự phát triển các hệ thống tiêu chuẩn của các mạng 2G (GSM) và 3G (IMT-2000 và UMTS) mất khoảng 10 năm kể từ khi các dự án R & D chính thức bắt đầu, và quá trình phát triển hệ thống 4G đã được bắt đầu từ năm 2001 hoặc 2002. Các công nghệ làm tiền đề cho một thế hệ mới thường được giới thiệu trên thị trường từ một vài năm trước đó, ví dụ như hệ thống CdmaOne/IS95 tại Mỹ vào năm 1995 được xem là tiền đề cho 3G, hệ thống Mobile WiMAX ở Hàn Quốc năm 2006 được xem là tiền đề cho 4G, và hệ thống thử nghiệm đầu tiên cho LTE là ở Scandinavia năm 2009. Từ tháng 4 năm 2008, Machine-to-Machine Intelligence (M2Mi) Corp - một tổ hợp trong NASA Research Park - dưới sự lãnh đạo của Geoff Brown - bắt đầu phát triển công nghệ thông tin liên lạc 5G
Các thế hệ điện thoại di động thường dựa trên các yêu cầu đối với các tiêu chuẩn di động không-tương-thích-ngược dưới đây - theo ITU-R, như IMT-2000 cho 3G và IMT-Advanced cho 4G. Song song với sự phát triển của các thế hệ điện thoại di động của ITU-R, IEEE và các cơ quan tiêu chuẩn hóa khác cũng phát triển các công nghệ truyền thông không dây, thường cho tốc độ dữ liệu cao hơn và tần số cao hơn, nhưng phạm vi truyền ngắn hơn. Các tiêu chuẩn Gigabit IEEE đầu tiên là IEEE 802.11ac, đưa vào thương mại từ năm 2013, và gần như lập tức được tiếp nối bởi tiêu chuẩn đa gigabit khác là WiGig hay IEEE 802.11ad.
Trong báo cáo Ericsson Mobility Report được công bố tháng 6/2014, Ericsson dự đoán tới năm 2019, tỷ lệ thuê bao 4G LTE ở Bắc Mỹ sẽ chiếm tới 85% và đây có thể sẽ là một trong những khu vực đầu tiên ứng dụng 5G. Nhật Bản và Hàn Quốc dự kiến cũng sẽ là những quốc gia sớm triển khai 5G vì NTT DOCOMO và SK Telecom cũng đang rất quan tâm đến công nghệ này. 
Seizo Onoe, Phó chủ tịch điều hành kiêm Giám đốc kỹ thuật của NTT DOCOMO tin rằng: "5G hứa hẹn mang tới những tính năng quan trọng hỗ trợ ứng dụng, mang lại lợi ích cho người dùng và ngành công nghiệp. Thành công của Ericsson đã chứng tỏ tiềm năng thực tế của công nghệ truy cập vô tuyến 5G ở ngay giai đoạn đầu tiên".
Theo Sathya Atreyam, chuyên gia của IDC, hiện chưa có chuẩn chính thức cho 5G, nhưng 5G đã đạt một bước tiến vượt bậc từ tầm nhìn công nghệ trở thành một yếu tố quan trọng trong chiến lược phát triển mạng lưới và kinh doanh của các nhà khai thác viễn thông. Với tốc độ nhanh hơn, giảm độ trễ và hiệu suất hoạt động cao hơn ở các khu vực mật độ cao, 5G mang đến những trải nghiệm tiên tiến hơn cho người dùng, đồng thời thúc đẩy sự phát triển các ứng dụng M2M phục vụ người tiêu dùng. 

## Tranh luận
Dựa trên những quan sát trên, một số nguồn tin cho rằng một thế hệ mới của các tiêu chuẩn 5G có thể được giới thiệu trong khoảng những năm 2020. Tuy nhiên, vẫn chưa có dự án phát triển 5G quốc tế chính thức được đưa ra, và vẫn còn là một mức độ của cuộc tranh luận về 5G. Trước năm 2012, một số đại diện ngành công nghiệp đã bày tỏ thái độ hoài nghi đối với 5G  nhưng sau đó đã có một thái độ tích cực.
Các thế hệ điện thoại di động mới thường được gán dải tần số mới và băng thông rộng quang phổ trên một kênh tần số (1G lên đến 30 kHz, 2G lên đến 200 kHz, 3G lên đến 20 MHz, và 4G lên tới 100 MHz), nhưng những người hoài nghi cho rằng có rất ít phòng đối với băng thông kênh lớn hơn và băng tần mới phù hợp cho phát thanh Từ quan điểm của người sử dụng xem, thế hệ điện thoại di động trước đó đã ngụ ý sự gia tăng đáng kể trong bitrate cao điểm (tức là lớp vật lý bitrate net cho truyền thông ngắn khoảng cách), tăng tới 1 Gbit / s được cung cấp bởi 4G.
Nếu 5G xuất hiện và phản ánh những tiên đoán, sự khác biệt lớn từ một điểm người sử dụng xem giữa 4G và 5G kỹ thuật phải là cái gì khác hơn là tăng tốc độ bit cao điểm; ví dụ số cao hơn của thiết bị đồng thời kết nối cao hơn hệ thống hiệu quả quang phổ (khối lượng dữ liệu trên mỗi đơn vị diện tích), tiêu thụ pin thấp hơn, xác suất mất điện thấp hơn (phủ sóng tốt hơn), tốc độ bit cao trong phần lớn của vùng phủ sóng, độ trễ thấp, số lượng cao hơn các thiết bị hỗ trợ, chi phí thấp hơn việc triển khai cơ sở hạ tầng, tính linh hoạt cao hơn và khả năng mở rộng hoặc độ tin cậy cao hơn của truyền thông. Đó là những mục tiêu trong một số các tài liệu nghiên cứu và dự án dưới đây.
GSMHistory.com  đã ghi nhận sự khác biệt của 5G như sau:
Một mạng di động siêu hiệu quả mang lại một mạng lưới hiệu suất tốt hơn cho chi phí đầu tư thấp. Nó đề cập đến các nhà khai thác mạng di động nhu cầu bức thiết để xem các đơn vị chi phí vận chuyển dữ liệu xuống xấp xỉ tốc độ tương tự như khối lượng dữ liệu nhu cầu đang tăng lên. Nó sẽ là một bước nhảy vọt trong hiệu quả dựa trên các nhu cầu IET chu đáo Network (DAN), triết học .
Một mạng di động siêu nhanh bao gồm các thế hệ tiếp theo của các tế bào nhỏ đông nhóm lại với nhau để cung cấp cho một phạm vi tiếp giáp trên ít nhất là đô thị khu vực và thế giới để được biên giới cuối cùng cho sự thật "khu vực rộng di động". Nó sẽ yêu cầu quyền truy cập vào phổ dưới 4 GHz có thể thông qua việc thực hiện toàn cầu đầu tiên của thế giới.
Một mạng lưới sợi dây hội tụ  mà sử dụng, lần đầu tiên truy cập Internet không dây, các băng sóng mm (20–60 GHz) để cho phép các kênh vô tuyến băng thông rộng có thể hỗ trợ tốc độ truy cập dữ liệu lên tới 10 Gbit / s. Các kết nối cơ bản bao gồm các liên kết "ngắn" không dây ở đầu của sợi cáp quang tại địa phương. Nó sẽ có thêm một "du mục" dịch vụ (như WiFi) chứ không phải là một khu vực rộng lớn "di động" dịch vụ.

## Các dự án nghiên cứu và phát triển

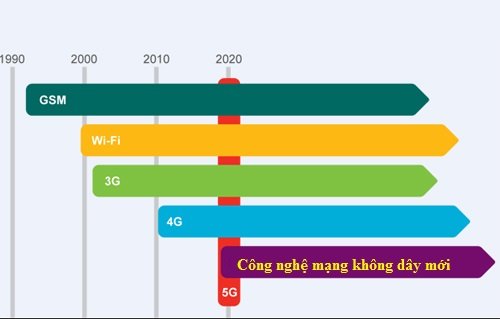
Thời gian dự kiến phổ biến mạng 5G

Trong năm 2008, chương trình "5G hệ thống thông tin di động dựa trên chùm tia phân chia nhiều truy cập và chuyển tiếp với sự hợp tác nhóm" được thành lập Hàn Quốc R & D CNTT
Trong năm 2012, Chính phủ Anh công bố việc thành lập một Trung tâm Đổi mới 5G tại Đại học Surrey - trung tâm nghiên cứu đầu tiên trên thế giới thiết lập riêng cho nghiên cứu điện thoại di động 5G.
Trong năm 2012, NYU WIRELESS được thành lập như là một trung tâm nghiên cứu đa ngành, tập trung vào nghiên cứu không dây 5G cũng như trong các lĩnh vực khoa học y tế và máy tính. Trung tâm này được tài trợ bởi Quỹ Khoa học Quốc gia và một hội đồng của 10 công ty lớn không dây (tính đến tháng 7 năm 2014), những người phục vụ trong hội đồng quản trị Đại lý công nghiệp của trung tâm. NYU WIRELESS đã tiến hành và công bố đo kênh đó cho thấy rằng tần số sóng milimet sẽ khả thi cho multi-Gigabit mỗi tốc độ dữ liệu thứ hai cho các mạng 5G trong tương lai.
Trong năm 2012, Ủy ban châu Âu, dưới sự lãnh đạo của Neelie Kroes, cam 50.000.000 € cho nghiên cứu để cung cấp công nghệ điện thoại di động 5G vào năm 2020 Trong đó, Dự án Metis 2020 Lưu trữ ngày 28 tháng 4 năm 2014 tại Wayback Machine là lái xe của một số công ty viễn thông, và nhằm đạt cỡ quốc tế đồng thuận rộng rãi trên các điện thoại di động và không dây hệ thống thông tin liên lạc toàn cầu trong tương lai. Mục tiêu kỹ thuật tổng thể Metis là để cung cấp một khái niệm hệ thống hỗ trợ điện thoại di động cao hơn 1000 lần hệ thống quang phổ hiệu quả so với các triển khai LTE hiện tại. Ngoài ra, trong năm 2013 dự án khác đã bắt đầu, gọi là 5GrEEn, liên quan đến dự án Metis và tập trung vào việc thiết kế các mạng Xanh 5G Mobile. Ở đây mục tiêu là để xây dựng hướng dẫn cho các định nghĩa của mạng thế hệ mới với sự chăm sóc đặc biệt của năng lượng hiệu quả, tính bền vững và khả năng chi trả các khía cạnh.
Trong tháng 11 năm 2013, nhà cung cấp thiết bị viễn thông Trung Quốc Huawei cho biết sẽ đầu tư 600 triệu USD cho nghiên cứu công nghệ 5G trong năm năm tiếp theo. Chủ động nghiên cứu 5G của công ty không bao gồm đầu tư cho công nghệ 5G productize cho các nhà khai thác viễn thông toàn cầu.
Vào năm 2015, Huawei và Ericsson đang thử nghiệm các công nghệ liên quan đến 5G ở các vùng nông thôn ở miền bắc Hà Lan.
Tháng 7 năm 2015, hàng loạt dự án đã được khởi động:
- Các dự án của châu Âu METIS-II và 5GNORMA: dự án METIS-II[16] được xây dựng dựa trên dự án METIS thành công và sẽ phát triển thiết kế mạng 5G và cung cấp các công cụ kỹ thuật cần thiết để tích hợp và sử dụng hiệu quả các công nghệ và thành phần 5G hiện đang được phát triển. METIS-II cũng sẽ cung cấp khuôn khổ hợp tác 5G trong khuôn khổ 5G-PPP để đánh giá chung các khái niệm mạng 5G và chuẩn bị hành động phối hợp cho các cơ quan quản lý và tiêu chuẩn hóa. Mặt khác, mục tiêu chính của 5G NORMA là phát triển kiến trúc mạng di động 5G mới, thích nghi và mang tính tương lai. Kiến trúc này cho phép tạo ra mức độ tuỳ biến mạng chưa từng thấy, đảm bảo các yêu cầu về an ninh, chi phí và năng lượng nghiêm ngặt, cũng như cung cấp sự mở cửa kiến trúc theo API, thúc đẩy tăng trưởng kinh tế thông qua sự đổi mới hàng đầu. Với 5G NORMA, người chơi hàng đầu trong hệ sinh thái di động nhằm mục đích củng cố vị thế dẫn đầu của châu Âu trong 5G.[17]
- Dự án nghiên cứu của châu Âu MmMAGIC Lưu trữ ngày 3 tháng 4 năm 2018 tại Wayback Machine: dự án mmMAGIC sẽ phát triển các khái niệm mới về công nghệ truy cập vô tuyến di động (RAT) cho việc triển khai băng tần mmwave. Đây là một thành phần quan trọng trong hệ sinh thái đa tạp của 5G và sẽ được sử dụng làm nền tảng cho tiêu chuẩn hóa toàn cầu. Dự án sẽ cho phép các dịch vụ băng thông rộng di động cực nhanh cho người sử dụng di động, hỗ trợ stream UHD / 3D, các ứng dụng sâu sắc và các dịch vụ đám mây cực nhạy. Một phương thức liên lạc vô tuyến mới, bao gồm các chức năng quản lý mạng mới và các thành phần kiến trúc sẽ được thiết kế theo hướng dẫn của KPI PPP của PPG và khai thác việc sử dụng các kỹ thuật mới và hợp tác để tạo cũng như theo các dõi chùm tia để giải quyết những thách thức cụ thể của việc truyền sóng di động sóng mm. Tham vọng của dự án là mở đường cho một người châu Âu bắt đầu theo tiêu chuẩn 5G và tăng cường khả năng cạnh tranh của châu Âu. Tập đoàn này tập hợp các nhà cung cấp cơ sở hạ tầng lớn, các nhà khai thác lớn của châu Âu, các viện nghiên cứu hàng đầu và các trường đại học, các nhà cung cấp thiết bị đo lường và một SME. mmMAGIC được dẫn dắt và điều phối bởi Samsung. Ericsson đóng vai trò là người quản lý kỹ thuật trong khi Intel, Fraunhofer HHI, Nokia, Huawei và Samsung sẽ dẫn dắt một trong năm gói công việc kỹ thuật của dự án.[18]
- IMDEA Networks đã đưa ra dự án Xhaul: là một phần của Dự án Hợp tác Công-Tư 5G của H2020 ở Châu Âu (5G PPP). Xhaul sẽ phát triển một giải pháp mạng vận chuyển 5G hiệu quả, có thể chia sẻ hiệu quả với chi phí thấp kết hợp các phân đoạn mạng và backhaul của mạng. Mạng lưới vận chuyển này sẽ kết nối linh hoạt các chức năng truy cập vô tuyến và các chức năng mạng lõi 5G được lưu trữ trên các nút đám mây trong mạng. Xhaul rất đơn giản hóa hoạt động mạng mặc dù sự đa dạng công nghệ ngày càng gia tăng. Do đó, nó sẽ cho phép tối ưu hoá toàn bộ Hệ thống Chất lượng Dịch vụ (QoS) và sử dụng năng lượng cũng như phát triển ứng dụng nhận thức mạng. Liên minh Xhaul bao gồm 21 đối tác bao gồm các nhà cung cấp hàng đầu trong ngành công nghiệp viễn thông, các nhà khai thác, các công ty IT, các doanh nghiệp vừa và nhỏ và các tổ chức giáo dục.
- Dự án nghiên cứu 5G của châu Âu Flex5Gware: Mục tiêu của Flex5Gware là cung cấp các nền phần cứng có khả năng cấu hình lại cao (HW) cùng với các nền tảng phần mềm HW-agnostic (SW) nhắm đến các yếu tố và thiết bị mạng và có tính đến năng lực gia tăng, giảm tiêu hao năng lượng, cũng như khả năng mở rộng và khả năng module hóa, sự chuyển đổi mượt mà từ hệ thống không dây di động 4G lên 5G. Điều này cho phép các nền tảng 5G HW/SW có thể đáp ứng các yêu cầu áp đặt bởi sự tăng trưởng theo cấp số liệu di động tăng lên gấp 1000 lần cùng với sự đa dạng lớn các ứng dụng (từ tỷ lệ bit/điện năng thấp cho M2M đến độ tương phản và độ phân giải cao của các ứng dụng).[19]
- Dự án SUPERFUIDITY: là một phần của Dự án Hợp tác Công tư nhân-Công của H2020 (5G PPP) của Châu Âu và do CNIT dẫn đầu đã được bắt đầu. Tổ hợp SUPERFLUIDITY bao gồm các công ty viễn thông và CNTT cho tổng cộng 18 đối tác. Trong vật lý, siêu chảy (superfluidity) là một trạng thái trong đó vật chất hoạt động như chất lỏng và độ nhờn bằng 0. Dự án SUPERFLUIDITY nhằm mục đích đạt được sự siêu lỏng trên Internet: khả năng nhanh chóng di chuyển của các dịch vụ, khởi chạy chúng ở bất cứ nơi nào trong mạng (mạng lõi, tập hợp, mạng biên) và chuyển chúng đến các vị trí khác nhau. Dự án giải quyết những thiếu sót quan trọng trong các mạng lưới hiện nay: thời gian cung cấp dài, với việc cung cấp dự phòng lãng phí nhằm đáp ứng nhu cầu thay đổi; dựa vào các thiết bị phần cứng cứng và chi phí không hiệu quả; phức tạp nảy sinh từ ba dạng không đồng nhất: giao thông và các nguồn không đồng nhất; các dịch vụ và nhu cầu không đồng nhất; và các công nghệ truy cập không đồng nhất, với các thành phần mạng của nhiều nhà cung cấp. SUPERFLUIDITY sẽ cung cấp một khái niệm hội tụ 5G dựa trên đám mây, cho phép các trường hợp sử dụng sáng tạo ở mảng di động, tăng cường các mô hình kinh doanh mới, giảm chi phí đầu tư và hoạt động.[20]

Năm 2016, Mạng thử nghiệm 5G đầu tiên được triển khai ở Oulu, Phần Lan. Đây là một cơ sở cho việc nghiên cứu, phát triển và thử nghiệm mạng 5G trong thực tế, và nó được đặt tại các cơ sở của VTT và Đại học Oulu. Hoạt động hoàn toàn, nó đã tạo thành một nền tảng năng động và không đồng nhất để phát triển và thử nghiệm các ứng dụng, dịch vụ, thuật toán, công nghệ và hệ thống mới.
Vào tháng 9 năm 2016, Bộ Công nghiệp và Công nghệ Thông tin Trung Quốc đã thông báo rằng các thử nghiệm 5G Giai đoạn 5 của Chính phủ về các công nghệ không dây quan trọng cho các mạng 5G trong tương lai đã được hoàn thành với kết quả khả quan. Các thử nghiệm được thực hiện ở 100 thành phố và có sự phối hợp của bảy công ty: Datang Telecom, Ericsson, Huawei, Intel, Nokia Shanghai Bell, Samsung và ZTE. Bước tiếp theo trong quá trình phát triển công nghệ 5G liên quan đến thử nghiệm đang được tiến hành, với kế hoạch triển khai thương mại vào năm 2022 hoặc 2023. Tháng 4 năm 2017 Huawei thông báo rằng họ cùng với Telenor đã tiến hành thử nghiệm thành công 5G với tốc độ lên đến 70 Gbit/s trong môi trường phòng thí nghiệm có kiểm soát ở Na Uy. MIMO đa người dùng băng tần E có thể cung cấp tốc độ tốc độ 20 Gbit/s với mỗi người dùng. Dưới dạng một dải tần số bổ sung, dải E giúp cải thiện trải nghiệm người dùng băng thông rộng di động nâng cao (eMBB).
Tháng 6 năm 2017, SLT (Sri Lanka Telecom), cùng với Huawei Technologies, đã thực hiện thành công cuộc thử nghiệm toàn diện đầu tiên của Nam Á về công nghệ Pre-5G LTE Advanced Pro, đặt nền móng cho công nghệ băng thông rộng sắp tới. Họ đã sử dụng công nghệ Advanced Carrier Aggregation Technology, cho phép nhiều nhà khai thác LTE có thể sử dụng đồng thời, do đó tăng lượng dữ liệu tổng thể. Sử dụng công nghệ này, SLT đã đạt được tốc độ đường xuống 855,9 Mbit / giây trong băng tần TD-LTE 2500 MHz. Họ cũng đạt được độ trễ là 5,5 mili giây, do đó đánh bại kỷ lục 15 miligiây giây, đó là độ trễ hiện tại cho các mạng hiện tại của LTE.
Tháng 7 năm 2017, Samsung và Arqiva tiến hành thử nghiệm đầu tiên về công nghệ truy cập không dây cố định 5G ở trung tâm London. Mặc dù có khoảng cách liên kết lên tới vài trăm mét, hệ thống đã thiết lập thành công một liên kết mmWave hai chiều ổn định với tốc độ đường xuống khoảng 1 Gb/s tại CPE. Cho phép stream đồng thời hơn 25 kênh truyền hình UHD 4K.

## Lịch sử
- Tháng 4 năm 2008, NASA hợp tác với Geoff Brown và Machine-to-Machine Intelligence Corp (M2Mi) để tạo ra công nghệ truyền thông 5G.[25]
- Trong năm 2008, chương trình nghiên cứu và phát triển IbjngT của Hàn Quốc về "Hệ thống truyền thông di động 5G dựa trên sự truy cập đa luồng và chuyển tiếp với sự hợp tác nhóm" đã được khởi động.[26]
- Tháng 8 năm 2012, Đại học New York thành lập NYU WIRELESS, một trung tâm nghiên cứu đa ngành học đã tiến hành công việc tiên phong trong truyền thông không dây 5G.[27][28][29]
- Ngày 8 tháng 10 năm 2012, Đại học Surrey của Vương quốc Anh đã quyết định chi 35 triệu bảng cho một trung tâm nghiên cứu 5G mới, do Quỹ Đầu tư Đối tác Nghiên cứu Vương quốc Anh (UKRPIF) và một tổ hợp các nhà cung cấp dịch vụ điện thoại di động và nhà cung cấp cơ sở quốc tế quan trọng, bao gồm Huawei, Samsung, Telefonica Châu Âu, Fujitsu Laboratories Châu Âu, Rohde & Schwarz, và Aircom International. Nó sẽ cung cấp các cơ sở thử nghiệm cho các nhà khai thác di động mong muốn phát triển một tiêu chuẩn di động sử dụng năng lượng ít hơn và phổ tần số vô tuyến ít hơn trong khi cung cấp tốc độ nhanh hơn 4G hiện tại với mong muốn cho công nghệ mới sẽ sẵn sàng trong vòng một thập kỷ.[30][31][32][33]
- Ngày 1 tháng 11 năm 2012, dự án "Điện thoại di động và truyền thông không dây cho phép hai mươi năm Thông tin Xã hội" (METIS) của Châu Âu bắt đầu hoạt động theo định nghĩa của 5G. METIS đã sớm đạt được sự đồng thuận trên toàn cầu. Theo nghĩa này, METIS đóng một vai trò quan trọng trong việc tạo sự đồng thuận giữa các bên liên quan bên ngoài khác trước các hoạt động chuẩn hoá toàn cầu. Điều này được thực hiện bằng cách bắt đầu và giải quyết các công việc trong các diễn đàn toàn cầu có liên quan (ví dụ ITU-R), cũng như các cơ quan điều tiết quốc gia và khu vực.[34]
- Cũng trong tháng 11 năm 2012, dự án iJOIN của Châu Âu được khởi động, tập trung vào công nghệ "tế bào nhỏ", có tầm quan trọng đặc biệt cho việc tận dụng các nguồn lực hạn chế và chiến lược, chẳng hạn như phổ sóng vô tuyến điện. Theo Günther Oettinger, Ủy viên châu Âu về kinh tế kỹ thuật số và xã hội (2014-19), "việc sử dụng sáng tạo quang phổ" là một trong những yếu tố then chốt bên trong sự thành công của 5G. Oettinger mô tả nó là "nguồn lực thiết yếu cho kết nối không dây, trong đó 5G sẽ là trình điều khiển chính". iJOIN đã được Ủy ban châu Âu lựa chọn là một trong những dự án nghiên cứu tiên phong của 5G để giới thiệu kết quả ban đầu về công nghệ này tại Mobile World Congress 2015 (Barcelona, Tây Ban Nha).[35]
- Ngày 12 tháng 5 năm 2013, Samsung Electronics tuyên bố rằng họ đã phát triển một hệ thống "5G". Công nghệ cốt lõi đạt tốc độ tối đa hàng chục Gbit/s. Trong quá trình thử nghiệm, tốc độ truyền đã đạt tới 1,056 Gbit/s đến khoảng cách 2 km bằng cách sử dụng 8*8 MIMO.[36][37]
- Tháng 7 năm 2013, Ấn Độ và Israel đã đồng ý cùng nhau phát triển công nghệ viễn thông thế hệ thứ 5 (5G).[38]
- Ngày 1 tháng 10 năm 2013, NTT (Nippon Telegraph and Telephone) đã nhận được giải thưởng Bộ Nội vụ và Truyền thông tại CEATEC về nỗ lực nghiên cứu và phát triển 5G.[39]
- Ngày 6 tháng 11 năm 2013, Huawei đã thông báo kế hoạch đầu tư ít nhất 600 triệu USD vào R&D cho các mạng 5G thế hệ mới có khả năng tăng tốc nhanh hơn gấp 100 lần so với các mạng LTE hiện tại.[40]
- Tháng 9 năm 2014, việc điều trị toàn diện đầu tiên về hệ thống truyền thông không dây dạng sóng milimet đã được công bố. Cuốn sách "Millimeter Wave Wireless Communications" do Prentice Hall xuất bản, cung cấp tổng quan về các khái niệm chính từ truyền thông, mạch, ăng-ten, truyền lan, và các tiêu chuẩn toàn cầu đang nổi lên. Được viết bởi bốn học viên hàng đầu trong mạng không dây mmWave: Theodore Rappaport (NYU WIRELESS), Robert Heath (UTAustin), Robert Daniels (UTAustin) và James Murdock (UTAustin).[41]
- Ngày 23 tháng 4 năm 2014, Nokia Solutions and Networks và NYU WIRELESS tổ chức Hội nghị thượng đỉnh Brooklyn 5G đầu tiên. Sự kiện này đã thu hút sự tham gia của các nhà nghiên cứu và phát triển ngành công nghiệp không dây và điện thoại di động trong giới hàn lâm, kinh doanh và chính phủ để khám phá tương lai của công nghệ không dây 5G, đặc biệt tập trung vào ăng-ten, quảng cáo và lập mô hình kênh.[42]
- Ngày 8 tháng 5 năm 2014, NTT DoCoMo bắt đầu thử nghiệm các mạng di động 5G với Alcatel Lucent, Ericsson, Fujitsu, NEC, Nokia và Samsung.[43]
- Tháng 6 năm 2014, Ủy ban châu Âu đã lựa chọn dự án nghiên cứu của EU CROWD để tham gia nhóm "các dự án tiền thân 5G". Các dự án này góp phần giới thiệu sớm về các công nghệ tiềm năng cho cơ sở hạ tầng "5G" với băng thông rộng khắp & phổ biến ở mọi nơi. CROWD đã được đưa vào danh sách các cuộc biểu tình tại Hội nghị châu Âu về Mạng và Truyền thông (EuCNC) do EC tổ chức vào tháng 6 năm 2014.
- Tháng 10 năm 2014, dự án nghiên cứu TIGRE5-CM (Các công nghệ tích hợp để quản lý và vận hành mạng 5G) được đưa ra nhằm mục đích thiết kế kiến trúc cho các mạng di động thế hệ tương lai dựa trên mô hình SDN (Mạng Phần mềm Xác định Mạng). Viện IMDEA Networks là điều phối viên của dự án.
- Tháng 11 năm 2014, Megafon và Huawei sẽ phát triển mạng 5G ở Nga. Một mạng thử nghiệm sẽ sẵn sàng vào cuối năm 2017, đúng vào thời điểm World Cup 2018.[44][45]
- Ngày 19 tháng 11 năm 2014, Huawei và SingTel đã công bố việc ký kết MoU để khởi động chương trình đổi mới 5G.[46]
- Ngày 22 tháng 6 năm 2015, chính phủ Hy Lạp đã thông báo với các cuộc thảo luận của hội đồng Euro-Euro rằng công nghệ 5G và 4G sẽ được cấp 350 triệu euro, do đó họ bị chỉ trích vì các nhà lãnh đạo Châu Âu lừa dối trong việc tạo ra nguồn thu nhập tiềm năng từ một công nghệ mà tới sau năm 2020 mới ra mắt.[47]
- Ngày 1 tháng 7 năm 2015, dự án METIS-II đã được đưa ra. Dự án này nhằm thiết kế mạng truy cập vô tuyến 5G, xây dựng cơ sở cho việc phân bổ đa dịch vụ trên một giao diện chéo xuyên suốt và khung giao diện chéo.[16]
- Ngày 8 tháng 9 năm 2015, Verizon đã thông báo lộ trình thử nghiệm 5G tại Hoa Kỳ trong năm 2016.[48]
- Ngày 1 tháng 10 năm 2015, nhà điều hành Orange Orange đã thông báo sẽ triển khai công nghệ 5G và bắt đầu thử nghiệm lần đầu vào tháng 1 năm 2016 tại Belfort.[49]
- Ngày 22 tháng 1 năm 2016, Ericsson cho biết họ đã hợp tác với TeliaSonera để phát triển các dịch vụ 5G dựa trên mạng của TeliaSonera và công nghệ 5G của Ericsson. Mục tiêu của họ là cung cấp 5G cho khách hàng ở Thụy Điển và Tallinn, Estonia vào năm 2018. Thụy Điển từ lâu đã là quốc gia tiên phong trong lĩnh vực ICT, đặc biệt là Ericsson và TeliaSonera đã đưa ra mạng lưới thương mại 4G thương mại đầu tiên ở Thụy Điển vào năm 2009.[50]
- Ngày 22 tháng 2 năm 2016, NTT DoCoMo và Ericsson đã thành công trong cuộc thử nghiệm đầu tiên trên thế giới để đạt được tốc độ 20 Gbit/s với hai thiết bị di động được kết nối đồng thời trong thử nghiệm 5G ngoài trời.[51]
- Cũng vào ngày 22 tháng 2 năm 2016, Samsung và Verizon đã bắt đầu dùng thử 5G.[52]
- Ngày 29 tháng 1 năm 2016, Google tiết lộ rằng họ đang phát triển một mạng 5G gọi là SkyBender. Họ dự định phân phối kết nối này thông qua các drone sử dụng năng lượng mặt trời.[53]
- Vào giữa tháng 3 năm 2016, chính phủ Anh xác nhận kế hoạch đưa Anh Quốc trở thành nước dẫn đầu thế giới về 5G. Kế hoạch cho 5G chiếm một phần nhỏ trong ngân sách năm 2016 của nước này, nhưng dường như chính phủ Anh muốn nó là một trọng tâm lớn trong tương lai.[54]
- Ngày 2 tháng 6 năm 2016, cuốn sách toàn diện đầu tiên về 5G đã được đưa ra. Sách "Công nghệ truyền thông di động và không dây 5G" của Cambridge Press được biên soạn bởi Afif Osseiran, Jose F. Monserrat (UPV) và Patrick Marsch (Nokia Bell Labs) và bao gồm mọi thứ từ các trường hợp sử dụng, khía cạnh quang phổ, và một loạt các lựa chọn công nghệ để kiến trúc hệ thống 5G tiềm năng.[55]
- Ngày 7 tháng 7 năm 2016, Ủy viên châu Âu về Kinh tế số và Xã hội, Günther Oettinger đã nhận được Bản tuyên bố 5G để triển khai kịp thời 5G tại châu Âu, đưa ra các khuyến nghị về cách EU có thể hỗ trợ và thúc đẩy đổi mới và triển khai 5G cũng như thời hạn cho các cuộc trình diễn 5G và thương mại hóa. Các tập đoàn đã ký là BT Group, Deutsche Telekom, Ericsson, Hutchison Whampoa Châu Âu, Inmarsat, Nokia, Orange, Proximus, KPN, SES, Tele2, Telecom Italia, Telefónica, Telekom Austria, Telenor, Telia Company và Vodafone.[56]
- Ngày 14 tháng 7 năm 2016, Ủy ban Truyền thông Liên bang Hoa Kỳ (FCC) đã nhất trí thông qua đề xuất giải phóng một lượng lớn băng thông mới trong dải tần số cao chưa được sử dụng cho thế hệ kế tiếp của truyền thông không dây (5G). Spectrum Frontiers Proposal (SFP) sẽ tăng gấp đôi lượng phổ tần không được cấp phép của sóng milimet (mmWave) lên 14 GHz và tạo ra gấp bốn lần lượng quang phổ.[57]
- Ngày 17 tháng 10 năm 2016, Qualcomm đã công bố modem 5G đầu tiên, Snapdragon X50, là chipset di động thương mại 5G đầu tiên.[58][59]
- Tháng 1 năm 2017, Reliance Jio và Samsung đã hợp tác cùng nâng cấp mạng 4G LTE-A hiện có ở Ấn Độ lên chuẩn 5G.[60]
- Tháng 2 năm 2017, nhà khai thác viễn thông BSNL của chính phủ Ấn Độ đã hợp tác với Nokia để thiết lập mạng 5G.[61]
- Tháng 3 năm 2017, Airtel của Ấn Độ tuyên bố hợp tác với Nokia để thiết lập các mạng di động và IoT 5G trong nước.[62]
- Ngày 21 tháng 3 năm 2017, LMT của Latvia lắp đặt trạm 5G di động đầu tiên ở Latvia tại Trung tâm Khoa học Tự nhiên mới của Đại học Latvia.[63]
- Ngày 29 tháng 6 năm 2017, mạng vệ tinh và mặt đất của 5G (SaT5G) thông báo khởi động một dự án kéo dài 30 tháng để tích hợp vệ tinh vào mạng 5G, cải thiện tính phổ biến, khả năng phục hồi và hiệu quả của các dịch vụ 5G, và mở các thị trường mới trong phân phối truyền thông, vận tải và các khu vực không được phục vụ. Tập đoàn được Ủy ban châu Âu tài trợ trong chương trình Horizon 2020 và bao gồm 16 thành viên, bao gồm Airbus Defense and Space, Avanti Communications, BT, Broadpeak, Gilat Satellite Networks, OneAccess, Thales Alenia Space, TNO, Đại học Surrey, Zodiac Inflight Innovation, và SES, sử dụng quỹ đạo địa lý và quỹ đạo mặt đất trung bình cao có thể cung cấp năng lực cho việc vận hành hệ thống.[64]
- Tháng 6 năm 2017, Sri Lanka Telecom trở thành nhà mạng đầu tiên thành công trong việc thử nghiệm Pre-5G LTE Advanced Pro Technology ở Nam Á.[65]
- Tháng 7 năm 2017, Telecom Italia Mobile đã ký một bản ghi nhớ với chính phủ San Marino để nâng cấp mạng 4G lên 5G. Đây có thể sẽ là mạng 5G trên toàn quốc đầu tiên trên thế giới.[66]
- Ngày 18 tháng 7 năm 2017, 28 bộ trưởng viễn thông của EU và Na Uy đã tuyên bố ý định tại Tallinn, Estonia, nhằm "…to establish a common baseline on future 5G standards and confirm the willingness of member states to position Europe as the lead market for 5G." (thành lập một đường chuẩn chung cho các chuẩn 5G tương lai và xác nhận về sự sẵn lòng của các quốc gia thành viên về vị trí của Châu Âu trong việc trở thành thị trường dẫn đầu của 5G).[67]
- Ngày 22 tháng 8 năm 2017, Dialog Axiata đã tiến hành thử nghiệm khả năng công nghệ 5G của họ với các đối tác công nghệ Ericsson và Huawei tại Dialog Iconic ở Colombo.[68]
- Ngày 29 tháng 9 năm 2017, tại Hội nghị Thượng đỉnh Kỹ thuật số của EU ở Tallinn, Estonia, một đối tác của Ericsson, Intel và Telia Eesti thông báo rằng họ đã triển khai mạng lưới 5G công cộng trực tiếp đầu tiên ở châu Âu tại cảng Tallinn để kết nối với các tàu du lịch.[69]
- Ngày 17 tháng 10 năm 2017, Qualcomm đã công bố kết nối di động 5G đầu tiên với tốc độ kết nối là 1 Gbit/s.[70][71]
- Ngày 29 tháng 11 năm 2017, Verizon Communications Inc. công bố sẽ triển khai các dịch vụ băng thông rộng không dây 5G ở 5 thành phố của Mỹ, bắt đầu từ nửa cuối năm 2018.[72]